# Vorpommern-Magistrale
Als Vorpommern-Magistrale wird die Eisenbahnverbindung von Berlin über Angermünde und Stralsund nach Sassnitz im nördlichen Vorpommern bezeichnet. Ein Projekt im Rahmen des Bundesverkehrswegeplan 2030 sieht einen Ausbau der Verbindung zur Verkürzung der Fahrzeit und zur besseren Anbindung der Region Vorpommern an den Großraum Berlin vor. 

## Strecke
Die durchgehende Verbindung von Berlin nach Stralsund führt über die Bahnstrecke Berlin–Szczecin bis Angermünde und anschließend über die Bahnstrecke Angermünde–Stralsund. Die Verbindung, verlängert bis auf die Insel Rügen, wird auch als Vorpommern-Magistrale bezeichnet. Auf der Strecke ist eine Höchstgeschwindigkeit von 120 Kilometer pro Stunde (km/h) möglich, für die Fahrstrecke braucht ein Regional-Express im Jahr 2025 drei Stunden und 15 Minuten, ein Intercity-Express (ICE) zwei Stunden und 50 Minuten.
Die Bahnverbindung führt durch die Länder Mecklenburg-Vorpommern, Brandenburg und Berlin bzw. die Kreise und kreisfreien Städte Berlin, Barnim, Uckermark, Vorpommern-Rügen und Vorpommern-Greifswald. Politisch betrifft die Verbindung die Bundestagswahlkreise Vorpommern-Rügen – Vorpommern-Greifswald I, Mecklenburgische Seenplatte I – Vorpommern-Greifswald II, Uckermark – Barnim I, Märkisch-Oderland – Barnim II, Berlin-Mitte und Berlin-Pankow.

## Ausbauplanungen

### Bundesverkehrswegeplan 2030
Der Bundesverkehrswegeplan 2030 (BVWP 2030) aus dem Jahr 2016 enthält unter der Nummer 2-055-V01 („ABS Berlin – Angermünde – Stralsund“) ein Projekt zur abschnittsweisen Ertüchtigung der Strecke für eine Geschwindigkeit von bis zu 160 km/h. Das Projekt ist mit einem Nutzen-Kosten-Verhältnis von 1,2 im vordringlichen Bedarf enthalten. Begründet wird das Projekt mit der „verbesserten Anbindung der Region Vorpommern an den Großraum Berlin mit marktgerechten Reisezeiten im Zuge des Fernverkehrskonzeptes der Deutschen Bahn und der verbesserten Hinterlandanbindung des Fährhafens Sassnitz-Mukran“. Der BVWP 2030 nennt eine dadurch mögliche Fahrzeitverkürzung im Maßnahmenbereich Berlin – Stralsund von 25 Minuten. Die Gesamtprojektkosten Stand 2012 sind mit 795 Millionen Euro angegeben, die Aus- und Neubaukosten inklusive noch zu tätigender Planungskosten für Aus- und Neubau mit 504 Millionen Euro.

### Politische Diskussion ab 2023
Sowohl das Ministerium für Wirtschaft, Infrastruktur, Tourismus und Arbeit des Landes Mecklenburg-Vorpommern als auch das Ministerium für Klimaschutz, Landwirtschaft, ländliche Räume und Umwelt des Landes Mecklenburg-Vorpommern forderten von der Bundesregierung (Kabinett Scholz) im Mai 2023 Maßnahmen zur Erhöhung der Akzeptanz des in Planung befindllichen LNG-Terminals Mukran, so auch durch den Ausbau der Vorpommern-Magistrale. Bundeswirtschaftsminister Robert Habeck (Bündnis 90/Die Grünen) kündigte im Juli 2023 in einen Brief an die Minister Reinhard Meyer und Till Backhaus die Freigabe von 500 Millionen Euro für die Bahnstrecke Berlin-Sassnitz an und bat um Unterstützung des Landes bei der Realisierung des Terminalbaus. Im Oktober 2023 äußerte Carsten Schneider (SPD) in seiner Funktion als Beauftragter der Bundesregierung für Ostdeutschland „eine klare Erwartungshaltung der Bundesregierung gegenüber der Bahn“ bezüglich der Modernisierung. Der Ausbau der Strecke solle früher als ursprünglich geplant und möglichst bis zum Ende des Jahrzehnts erfolgen.
Nach dem Urteil des Bundesverfassungsgerichts zur Schuldenbremse vom 15. November 2023 gehörte der Ausbau der Strecke zu den Planungen des Bundes, die noch nicht begonnen wurden; die Sanierung des Bahnnetzes wurde priorisiert, am Ausbau der Vorpommern-Magistrale aber grundsätzlich festgehalten. Der für den Landesteil Vorpommern zuständige Staatssekretär Heiko Miraß (SPD) äußerte im April 2024 seine Erwartung an den Bund, dass nach der Zustimmung des Landes Mecklenburg-Vorpommern zum Aufbau des LNG-Terminals in Mukran als Beitrag zur Energieversorgung Deutschlands nun auch wichtige Verkehrsprojekte in Vorpommern umgesetzt werden. Im Juni 2024 forderte Erik von Malottki (SPD), Direktabgeordneter aus dem Bundestagswahlkreis Mecklenburgische Seenplatte I – Vorpommern-Greifswald II im 20. Deutschen Bundestag von der Bundesregierung die Einhaltung ihres Versprechens, die „Bahnverbindung von Berlin über Stralsund nach Binz, die sogenannte Vorpommern-Magistrale, endlich auszubauen“. Im September 2024 forderten die Bürgermeister von Greifswald, Stralsund, Pasewalk und Anklam von Bundeskanzler Olaf Scholz (SPD), „das gegebene Versprechen der Bundesregierung einzulösen und den Ausbau der Vorpommern-Magistrale auf 160 km/h zeitnah umzusetzen“. Die SPD-Abgeordneten der Landesgruppen Mecklenburg-Vorpommern, Berlin und Brandenburg im 20. Bundestag fordern die Deutsche Bahn und das Bundesverkehrsministerium ebenfalls im September 2024 erneut auf, „den Ausbau der Vorpommern-Magistrale bis zum Jahr 2030 fertigzustellen“. Auf eine Anfrage der Bundestagsabgeordneten Ina Latendorf (Die Linke) zum Streckenausbau gab der Staatssekretär im Bundesverkehrsministerium Gero Hocker (FDP) Ende des Monats an, das „Ausbauvorhaben Berlin–Angermünde–Pasewalk–Stralsund–Sassnitz hat weiterhin einen hohen Stellenwert im Kontext des genannten LNG-Terminals. Nach Rücksprache mit der Deutschen Bahn AG läuft aktuell die Prüfung für eine Initiierung des entsprechenden Planungsprogramms“. Am 23. November 2024 gründeten Unterstützer aus den betroffenen Regionen das Aktionsbündnis Vorpommern-Magistrale, das sich für die Umsetzung des Projekts einsetzt. Auch der Fahrgastverband Pro Bahn war an der Gründung beteiligt. Neben Privatpersonen sind auch Lokalpoitiker der Regionen Mitglied im Aktionsbündnis. Eine vom Aktionsbündnis initiierte Petition beim Deutschen Bundestag erreichte im März 2025 nicht das nötige Quorum.
Nach der Bundestagswahl 2025 stellte die Fraktion Die Linke im Bundestag eine kleine Anfrage zur „Sanierung und Beschleunigung der Vorpommern-Magistrale im Kontext des Versprechens der Bundesregierung“; diese beantwortete die Bundesregierung (Kabinett Merz) im Juni 2025 dahingehend, dass für die Planungsaufnahme für die Ausbaustrecke Berlin – Angermünde – Pasewalk – Stralsund – Sassnitz die haushalterischen Voraussetzungen geschaffen und dann eine vertragliche Vereinbarung mit der Deutschen Bahn geschlossen werden müsse; die notwendigen Finanzmittel seien vom Bundesministerium für Verkehr für den Bundeshaushaltsplan 2025 angemeldet.

## Nachweise
1. ↑  www.ostsee-zeitung.de, Kai Lachmann: Für Tempo 160 – mehr als 4000 Unterschriften für Ausbau der Bahnstrecke Stralsund - Berlin, in: Ostsee-Zeitung, 20. Februar 2025, abgerufen am 24. Juni 2025
2. 1 2  www.bvwp-projekte.de, Bundesministerium für Verkehr: 2-055-V01 ABS Berlin – Angermünde – Stralsund, in: Bundesverkehrswegeplan 2030, abgerufen am 24. Juni 2025
3. ↑  www.ostsee-zeitung.de, Andreas Meyer: LNG-Terminal auf Rügen: MV-Minister fordern eine Milliarde Euro aus Berlin, in: Ostsee-Zeitung, 26. Mai 2023, abgerufen am 24. Juni 2025
4. ↑  www.ostsee-zeitung.de, Martina Rathke: Streit um LNG-Terminal: Bund sagt MV 500 Millionen Euro für Bahntrasse Berlin – Sassnitz zu, in: Ostsee-Zeitung, 6. Juli 2023, abgerufen am 24. Juni 2025
5. ↑  www.ndr.de, Norddeutscher Rundfunk: Bahnstrecke Berlin - Rügen soll modernisiert werden, 6. Oktober 2023, abgerufen am 24. Juni 2025
6. ↑  www.rbb24.de, rbb24: Ostbeauftragter: Bahnstrecke von Berlin nach Rügen soll früher ausgebaut werden, 5. Oktober 2023, abgerufen am 24. Juni 2025
7. ↑  www.ndr.de, Norddeutscher Rundfunk: Stockende Verkehrswende: Streckenausbau Berlin-Rügen verzögert sich, 2. Mai 2024, abgerufen am 24. Juni 2025
8. ↑  dserver.bundestag.de, 20. Deutscher Bundestag, Plenarprotokoll 20/178, Sanierung und Beschleunigung der Vorpommern-Magistrale im Kontext des Versprechens der Bundesregierung, Seite 22992, 27. Juni 2024, abgerufen am 24. Juni 2025
9. ↑  www.stralsund.de, Stralsund, Pressestelle: Bürgermeister in Vorpommern fordern Ausbau der Bahnstrecke Berlin-Rügen, 12. September 2024, abgerufen am 24. Juni 2025
10. ↑  frank-junge.de, Frank Junge: Nordostdeutsche SPD-Abgeordnete fordern Ausbau der Vorpommern-Magistrale bis spätestens 2030, 16. September 2024, abgerufen am 24. Juni 2025
11. ↑  dserver.bundestag.de, 20. Deutscher Bundestag, Drucksache 20/13047, 27. September 2024, abgerufen am 24. Juni 2025
12. ↑  www.ndr.de, Norddeutscher Rundfunk: Stockende Verkehrswende: Streckenausbau Berlin-Rügen verzögert sich, 2. Mai 2024, abgerufen am 24. Juni 2025
13. ↑  www.probahn-mv.de, Fahrgastverband Pro Bahn, Pressemitteilung: Petition für Bahnstreckenausbau Berlin – Anklam – Stralsund – Sassnitz gestartet, 28. Februar 2025, abgerufen am 24. Juni 2025
14. ↑  vorpommern-magistrale.de, Aktionsbündnis Vorpommern-Magistrale: Mitglieder des Aktionsbündnisses Vorpommern-Magistrale, 7. Februar 2025, abgerufen am 24. Juni 2025
15. ↑  epetitionen.bundestag.de,  20. Deutscher Bundestag, Petition 175483, Schnelle Umsetzung der Geschwindigkeitserhöhung auf der sogenannten Vorpommern-Magistrale (Bahnstrecke) von 120 auf 160 km/h vom 28.11.2024, abgerufen am 24. Juni 2025
16. ↑  www.ndr.de, Norddeutscher Rundfunk: Petition zur Vorpommern-Magistrale: Weniger Unterschriften als erhofft, 6. März 2025, abgerufen am 24. Juni 2025
17. ↑  dserver.bundestag.de, 21. Deutscher Bundestag, Drucksache 21/508, Sanierung und Beschleunigung der Vorpommern-Magistrale im Kontext des Versprechens der Bundesregierung, 16. Juni 2025, abgerufen am 24. Juni 2025